# Дыроватиха
Дыроватиха — река в России, протекает в Красновишерском районе Пермского края. Устье реки находится в 266 км по правому берегу реки Вишера. Длина реки составляет 12 км.
Исток реки на юго-восточных склонах хребта Берёзовский Камень (Северный Урал) близ границы с Чердынским районом в 12 км к северо-западу от посёлка Велс. Река течёт на юго-восток, всё течение проходит по ненаселённой местности, среди холмов, покрытых елово-пихтовой тайгой. Течение — быстрое, характер течения — горный. Впадает в Вишеру чуть ниже посёлка Велс.

## Данные водного реестра
По данным государственного водного реестра России относится к Камскому бассейновому округу, водохозяйственный участок реки — Кама от водомерного поста у села Бондюг до города Березники, речной подбассейн реки — бассейны притоков Камы до впадения Белой. Речной бассейн реки — Кама.
Код объекта в государственном водном реестре — 10010100212111100004396.